# Olympische Sommerspiele 1964/Teilnehmer (Irak)
| Gelbes Symbol für Goldmedaillen mit stilisierten Olympischen Ringen | Graues Symbol für Silbermedaillen mit stilisierten Olympischen Ringen | Braundes Symbol für Bronzemedaillen mit stilisierten Olympischen Ringen |
| ------------------------------------------------------------------- | --------------------------------------------------------------------- | ----------------------------------------------------------------------- |
| —                                                                   | —                                                                     | —                                                                       |

Der Irak nahm an den Olympischen Sommerspielen 1964 in Tokio mit einer Delegation von 13 männlichen Sportlern in 14 Wettkämpfen in drei Sportarten teil. Ein Medaillengewinn gelang keinem der Athleten.

## Teilnehmer nach Sportarten

### Boxen
- Youssef Anwer
Federgewicht: in der 1. Runde ausgeschieden

- Khalid Al-Karkhi
Weltergewicht: in der 1. Runde ausgeschieden

### Gewichtheben
- Zuhair Elia Mansour
Federgewicht: 14. Platz

- Mahmoud Rashid
Leichtgewicht: 10. Platz

- Aziz Abbas
Leichtgewicht: 12. Platz

- Mohammed Nadum
Mittelgewicht: 10. Platz

- Mahmoud Shakir
Halbschwergewicht: 17. Platz

- Abdul Khalik Juad
Schwergewicht: 16. Platz

- Hadi Abdul Jabbar
Schwergewicht: 19. Platz

### Leichtathletik
- Khudhir Zalata
100 m: im Vorlauf ausgeschieden
4-mal-100-Meter-Staffel: im Vorlauf ausgeschieden

- Jassim Karim Kuraishi
200 m: im Vorlauf ausgeschieden
400 m: im Vorlauf ausgeschieden
4-mal-100-Meter-Staffel: im Vorlauf ausgeschieden

- Samir Vincent
110 m Hürden: im Vorlauf ausgeschieden
400 m Hürden: im Vorlauf ausgeschieden
4-mal-100-Meter-Staffel: im Vorlauf ausgeschieden
Dreisprung: 31. Platz

- Khalid Tawfik Lazim
4-mal-100-Meter-Staffel: im Vorlauf ausgeschieden